# 206574 Illyés
206574 Illyes è un asteroide della fascia principale. Scoperto nel 2003, presenta un'orbita caratterizzata da un semiasse maggiore pari a 2,774459 UA e da un'eccentricità di 0,075436, inclinata di 8,497314° rispetto all'eclittica.
È dedicato allo scrittore ungherese Gyula Illyés.